# ファンタシースターオンラインのキャラクタークリエイション
ファンタシースターオンラインのキャラクタークリエイションでは、ファンタシースターオンラインによるキャラクタークリエイション、それに関連した事について述べる。

## 概要
ファンタシースターオンラインではゲーム開始時に自分の分身となるキャラクターを作成する。プレイヤーのキャラクターはハンターズギルドに所属するパイオニア2の一住人という設定であり、それ以外にあらかじめ決められたキャラクターの設定は存在しないので各プレイヤーの好みで作成することが出来る。
パッケージイラストなどに描かれているキャラクターはゲーム中の脇役で、一部のイベントに登場する他は 通常では出演しない。メイキングの初期設定をそのまま使えば、これらのキャラクタをそのまま再現する事もできるが、主人公はあくまでもプレイヤーである。
このゲームの世界では「ヒューマン」「アンドロイド」「ニューマン」の3種類の種族がある。キャラクター能力はこれらの種族と職業、性別の組み合わせで決定される。職業と性別には固有の省略名詞が存在する。
職業と性別の固有省略名詞は以下のとおり。
- 職業:ハンター＝（HU）レンジャー＝（RA）フォース＝（FO）
- 男性…ヒューマン＝（mer/mar）アンドロイド＝（cast）ニューマン＝（newm）
- 女性…ヒューマン＝（marl）アンドロイド＝（caseal）ニューマン＝（newearl）

例えば「ヒューマン×男性×ハンター」ならば「ヒューマー（HU+mar）」となる。これらの組み合わせにより、クラスと種族・性別を一挙に表現することが可能で、ゲーム開始時に選択ができる。
ただし自由に組み合わせられることはできず、ドリームキャスト版と旧Windows版では9種類、GC/Xbox/Windows版ブルーバーストでは12種類のキャラクタークラスから選ぶことになる。
機械であり精神力が無いアンドロイドと魔法攻撃を主とするフォース、また精神力が高められている代わりに精密作業が苦手なニューマンと精密作業を主とするレンジャーの組み合わせ、などは用意されていない。
なお、サービス開始から終了まで、世界観制約上でも存在できるはずの「ヒューマンの女性ハンター」はプレイヤーキャラクターとして利用することはできず、「ニューマンの男性ハンター」は脇役としても登場していない。
但し、角川書店発行の「ファンタシースターオンライン完全設定資料集」ではDC版の時点で、当初は18キャラクターを作成する予定だった（フォースのキャストなど）。

更にその内の2キャラであるハニューム、ヒューマールや、後発のPSOシリーズで登場するレイマール、ヒューキャシール、フォーマーにいたっては名称込みでデザインまで作成されていた。前者2キャラはPSOシリーズの流れを汲むニンテンドーDS版『ファンタシースターZERO』で使用可能となった。

なおキャラクタークラスの名称こそ消えたが、次回シリーズとなる『ファンタシースターユニバース』では種族・性別とクラスの組み合わせ制約は実質的に撤廃されている。
ファンタシースターオンラインにある通り、設定ではヒューマン・ニューマン・アンドロイドの各種族について差別や社会的な扱いの差が存在しているが、少なくともプレイヤーキャラクターに関してはこれは関係ない。クエストにおいてプレイヤーキャラがヒューマンである場合のみNPCに信用され話が進展する等と言った事もないし、アンドロイドだからと言って依頼を請け負えなかったりする事は一切無い。種族と職業からくる能力の差のみである。

### キャラクタークラス
ヒューマー（HUmar）
ヒューマンの男ハンター。攻撃力はヒューキャストに次いで高く、他の全てのステータスは均一で、初心者向けとされる。
接近戦や銃火器、テクニックなどをバランスよく扱いこなせるが、それだけに行動のタスクが多く、このキャラクタをスマートに扱いこなせるプレイヤーは真に上級者と言える。
DC版初期では万能に強すぎたため、バージョンアップを繰り返すごとに弱体化されていった。とくにGC版以降はステータス強化のテクニックが使用不能になってしまった事が大きく響いた。
ハニュエール（HUnewearl）
ニューマンの女ハンター。ヒューマーより攻撃力が低いが精神力や防御力で勝る。
ヒューマーよりも若干高いレベルのテクニックを使うことができ、ネットワークプレイでは準サポート役的な扱いを受けることがしばしある。ハンターの中で最も低い攻撃力と、テクニックをメインとするにはもの足りない精神力からスペック的には中途半端であるが、高レベルのテクニック・シフタ、デバンド&ジェルン、ザルアを併用する事によって、ヒューマー等と遜色ない戦力を得られる。
また丸腰での命中力は低いため、アルティメット到達レベルでは命中力不足に陥りやすい。
服装は他の職業に比べて極端に露出度が高いものが多く、割と人気がある。また、クロー系にはこの種族専用の物がいくつか存在する。
ヒューキャスト（HUcast）
アンドロイドの男ハンター。攻撃力が全職業中最も高く、かつアンドロイド特有の高い耐久力を持つが、精神力を持たないためテクニックは一切使えないという両極端なキャラ。
一撃の破壊力の高さから最強キャラの一角とされているが、回復方法が限られるため、受けるダメージを最小限にとどめる必要があり、扱うには相応の熟練が必要である。
アンドロイドは精密作業に優れるという点からGC版まではハンターの中ではレイキャシールに次いで2番目（ヒューキャシールのいないDC版等ではハンター中1番）に命中力の基本値が高く設定されており（最大値はレンジャー全般には劣る）、命中力不足に悩むアルティメットではヒューマーより僅かに優位があった他、レベル2で必ずハンドガンの装備条件を満たせるという点からチャレンジモードの第1ステージにおいてメインアタッカーとして重宝されていたが、それ以降ではバランス調整の結果逆にアンドロイドより人間のほうが命中率が高く設定されており、現在ではヒューマーの次で3番目になっている。
デザインは忍者をモチーフとしている。作中の登場人物の中に「キリークの旦那」と呼ばれる同職業のキャラクタが存在する。
ヒューキャシール（HUcaseal）
アンドロイドの女ハンター。EP2以降追加された。ヒューキャストより攻撃力と防御力、HPが低い代わりに命中・回避力で勝る。これによりハンターの中で最も命中力が高くなり、命中限界はレイキャストに迫る程である。テクニックが使えない上、ヒューキャストのような肉弾戦に持ち込める程の攻撃力や耐久力も無いため、優れた命中力を生かして確実なヒット＆アウェイを心がけるといった非常にデリケートな戦い方を要求される。
アンドロイド系共通のHPが高いという特長を持たず、ヒューマーやハニュエールと大差ない物となっている。ダガー系は専用のモーションが用意されていて素早い攻撃が可能になっている。デザインはくのいちをモチーフとしている。
後から登場した事もあり、これといった代表的な登場人物がいない職業である。人型というよりも、動物的なフォルムをしているのと、デフォルト以外の頭部デザインの悪さ、ハンターなのに耐久力が低いなどの要因が重なり、人気はいま一つのようである。
しかしながらとくにEP2のチャレンジモードでは耐久力もそこそこあり、命中がハンターで最高なためよく用いられる。
レイマー（RAmar）
ヒューマンの男レンジャー。ステータスが均一で、テクニックも使える。
ヒューマーと同じくバランス型とされているが、DCまでは命中率はレンジャー中最低であったが、GC以降ではアンドロイドよりも生身キャラのほうが命中率が高くなったため、全キャラ中最高の命中力を誇るもののそれ以外はかなり中途半端な仕上がりのため（実は攻撃力限界が高いのだが、パワーマテリアルをつぎ込んで成長させないとアルティメット到達レベルでは火力不足に陥る）、掴みどころが難しいという一面も。GC以降は敵のステータスを下げるジェルンとザルアが使用不能になっているが、ステータスを上げるシフタ・デバンドは使用可能。
ザルアは一部武器でも補えるが、防御力やレスタによる精神力不足による回復力が低いなど、前線で戦うのは難しい。
基本的にオジサン顔だが、一部の顔デザインに宇宙ヘルメットの頭部があり、際立ってヒロイックな存在感がある。
精神力はアンドロイドを除いて全キャラ中最低であり、精神力が装備の必要条件である武器が一部装備できないが、ver2以降生身のキャラ中最終的に最もHPが高くなる。
レイキャスト（RAcast）
アンドロイドの男レンジャー。アンドロイドの特性としてHPと命中力に優れるがテクニックは使えない。HPに関してはver2以降、レンジャーが全職種中最高となったため、最終的に全職業中最も高くなる。
バージョンアップによってトラップ攻撃を得、銃器の扱いにおいてもハンターと差別化がなされた。
チャレンジモードにおいては無条件でトラップを見破れるアンドロイドであり、尚且つ確実に何かしらの銃器が装備出来る（装備条件以外に、レンジャーなら初期装備で必ず1つは銃を所持している）レンジャーであるため、終盤まで通じて重宝される。アンドロイドのレンジャーとしては下記のレイキャシールもいるが、攻撃力で勝るこちらがより重宝される傾向が大きい。
レイキャシール（RAcaseal）
アンドロイドの女レンジャー。アンドロイド特有の高いHPを持ち（ver2以降はレイキャストについで全職中2位）、レイキャスト同様命中力に優れるがテクニックは使えない。
全職業中最も守備力が高いという特徴を持つが、レンジャーであるため遠距離から攻撃する事が殆どであり、宝の持ち腐れになりがちでいまいち特徴がかみ合っていない。攻撃力が伸びがあまり良くないのでエネミーの防御力が極端に上がるアルティメットでは火力不足に陥りやすい。とくにレンジャー全般にいえるが、アルティメットに到達したばかりでは相当な火力不足であり、雑魚キャラにすらダメージがほとんどあたえられないという事態になる。
メイドのような外観で、レンジャーの中ではレイマールと並んで人気が高い。
GC以降ではエクストラアタックの補正がアンドロイド全員にかかるようになったため、アンドロイドでは最強の命中力を生かしてエクストラアタックで状態異常を狙うなどの戦い方もできる。
レイマール（RAmarl）
ヒューマンの女レンジャー。EP2以降追加された。軍服のようなコスチュームに身を包んでおり、ミリタリー色が強い。
レイマーに比べ、攻撃力は落ちるが回避力は全職業中最も高く、ハンドガン系は固有のモーションを持ち使いやすい。ヒューマン系には珍しくテクニックも比較的得意で、ハニュエールと同等のレベルまで扱う事が出来る。補助テクニックを使えるのでレイキャシールとは違い、ソロプレイでの火力不足を補うことが可能。
とはいえ攻撃力限界値はレンジャー中最低であるので、パーティプレイでは逆の意味で火力不足に陥りやすい。
遠距離攻撃主体の上、ソロプレイ・パーティプレイ問わず一通りの事をこなせる為、人気の職業となっている。
フォマール（FOmarl）
ヒューマンの女フォース。フォース系でHPが最も高く、他のステータスも平均的なので、成長すれば接近戦もテクニックもこなせるオールマイティなキャラとなる。
得意テクニックはグランツと回復・補助テクニック全般。これによりグランツの威力が標準で1.5倍になり、レスタ・アンティ・シフタ・デバンドの効果範囲も倍になる。しかし精神力はフォース中最低であり、グランツ以外に得意な攻撃テクニックがないのが弱み。
一部武器を除いて攻撃モーションは専用の物が用意されており、全体的に他のキャラより多少遅いが、スライサー・バズーカを装備した時のモーションは他キャラより速く、とくに後者のモーションは異常な程速い。その他、素手（ナックル）のモーションは速くは無いものの、モーションがコンパクトであるため人によっては素手のモーションも使いやすいとする人もいる。
いわゆる司祭やシスターのような礼服に身を包んでいる。帽子のデザインの一つに鈴をぶら下げたものがあり、その印象が強いせいか「鈴」と呼ばれることがある。カスタマイズによっては身長を高くも低くも出来る汎用的な体形のため、「お姉さま」キャラから「お子様」キャラまで様々なバリエーションが楽しまれている。
フォニューム（FOnewm）
ニューマンの男フォース。ステータスは平均的で、精神力と打撃に対する耐性のバランスが良い。
中級のギ系テクニックと上級のラ系のテクニックを得意とするので、テクニック攻撃重視のプレイヤーに好まれる。男性キャラのモーションの特性として、素手時のテクニックの連射速度が速いのも強み。その反面、回復・補助系には得意テクニックがない（効果範囲が狭い）のでパーティプレイでの使いづらさもある。
攻撃力・命中力限界値はそこそこあるので肉弾戦もこなせるが素での命中力は最低クラスであるため低レベルのうちは物理・テクニックのバランスが難しい。
中世のおとぎ話の王子が着用していたような「ちょうちんブルマ」を着用しており「王子」と呼ばれることがある。また、キャラクタのカスタマイズのしようによっては単なるヘンタイに見える事からやや敬遠されがちだが、一部強烈な愛好家が居る。
フォニュエール（FOnewearl）
ニューマンの女フォース。物理攻撃力の成長限界は他キャラと比べて極端に低くHPや防御力も全職中最低と非常に打たれ弱いが、フォース中最も命中率・回避力が高く、精神力は全職業中最も高い。攻撃力の成長限界の低さから、攻撃力が装備条件の武器の一部に装備できない物がある。
初級の攻撃テクニックとレスタ、アンティの扱いを得意とし、特定のレア装備が無くとも敵を貫通するメギドを放てる。また、元来の精神力の高さから、とくに得意とされていない攻撃テクニックの威力も高めとなる。
道化師のような姿をしており、デフォルトのデザインで被っている帽子が、二股になっている先端に毛玉が付いているというデザインのため、「ぽんぽん」という愛称で呼ばれることもある。いわゆるオタク受けするデザインをしており、このクラスに限って身長が極端に低いキャラクタが作られる傾向が多い。
フォーマー（FOmar）
ヒューマンの男フォース。EP2より追加され、ある程度の接近戦ができるというふれ込みだったが、物理攻撃力は高いがあまりにも打たれ弱い上に、命中力の成長限界が全職業中最も低いという致命的欠点があるため、前線に立っての活躍は難しい。
中級のギ系テクニック・グランツ・シフタ・デバンドが得意という特徴を持つが、テクニックのみで戦うならばフォニュームなどのほうが有利であり、肉弾戦をする場合命中率の低さがネックとなり、全体的なステータス水準も低いため中途半端感はぬぐえない。フォニューム同様レスタの範囲が狭いのでパーティプレイでの使いづらさも同様にある。
また、最初から用意されている基本デザインは代表的なNPCの登場人物を再現したものであるが、フォーマーは代表格が複数いるというのもあってか、その法則には当てはまらない。一方で基本が美少年系のグラフィックなのも手伝ってか、能力的には絶対的に劣るものの、全体的に見ると人気は高い傾向である。一部のコミュニティでは「フォニュエールやフォーマー、その他女性系のキャラクタを使うプレイヤーは精神的に未熟な者が多い」と嫌われている傾向にあるが、単に利用層が偏っているとも見られ、数が多ければそれ相応とする意見もある。

### 備考
- 「得意とするテクニック」のシステムはGC、Xbox版以降に追加されたシステムである。
- GC/Xbox版以降、立ち止まるとアンドロイド系はHPが、ニューマン系はテクニックポイントが徐々に回復するようになった。
- GC/Xbox版以降、アンドロイドは一部エクストラアタックの効果が数倍になるという特性を与えられた。ただしHP半減系は命中率は高いものの効果（HP減少率）が低くなるように調整されている。

### 身長、体幅、カラーリング、衣装
プレイヤーはベースになる職業を選んだ後「髪型や色」「顔のデザイン」などを決め、身長や肉体のバランスを任意に変更する事ができる。
特筆すべきは、過去にセガサターンで発売された『AZEL -パンツァードラグーン RPG-』で使われたシステムを流用した肉体バランスのモーフィング機能で、違和感なくプレイヤーの体型を自由に変更できるようになっており、当時のゲームとしては革新的なシステムだった。このカスタマイズの自由度はかなり高く、これを発展させたものがファンタシースターユニバースに引き継がれた。

### 名前とセクションID
自分のキャラクターの名前を英数字の中から設定する。各コンシューマー版では、日本語や中国語などの2バイト文字は使えなかったが、Windows版「ブルーバースト」で日本語や他国語の文字を使えるようになった。この設定した名前から10種類あるIDの一つが割り振られ、そのIDを示す「マーク」と「色」がプレイヤーキャラクタの胸に光り輝くようになる。
このIDによりゲームプレイ中にランダムに出てくるアイテムの傾向が異なってくる。例えば「スカイリー」というIDでは強力な接近武器である「大剣」が出やすいが、その他の特定のタイプのアイテムは極端に出づらいなどである。IDが変わると鑑定士の姿が変化する。このIDの影響はエネミーを倒したりアイテムボックスを開けたプレイヤーではなく冒険するための部屋を建てたプレイヤーのものが反映される。部屋を建てたプレイヤーが部屋から出ると、部屋のIDは入室したプレイヤー順に変化する。
この仕様のため、オンラインプレイにおいてほかのIDのキャラクターとの同時プレイやそれぞれのID特有のアイテムを交換することが行われた。性質上 同姓同名同姿のキャラが生まれやすいことにもなってしまったが、プレイヤーの判定はログイン用のアカウント別に行われていたため、問題なくゲームをプレイする事が可能である。

#### セクションIDの種類と傾向
セクションIDは全部で10種類あり、出現するアイテムの傾向が異なる。基本的にIDごとに得意なジャンルのアイテムが一つ設定されており、それに付随する形でちょっと出やすいアイテム、ほとんど出にくいアイテムがそれぞれ設定されている。種類によっては露骨に出現しないタイプのアイテムなども現れる。この出現傾向はシリーズ通して一貫しているが、バージョンによっては若干異なる。ここに表記されているID名をキャラクター名に使うと、名前＝セクションIDとすることができる（これもバージョンによっては異なる場合がある）。セクションID決定の計算式の算出結果の順番で数字が振られており、奇数IDと偶数IDに分かれる。これはマグの進化パターンに影響する。
なお、DC版では一つのセクションIDで出るアイテムの幅が狭くID限定レアも多かったが、GC、Xbox版以降はある程度分散された。
0　VIRIDIA（ヴィリィディア）…深緑、ショット系・パルチザン系の武器を中心に比較的満遍なく出る。
1　GREENNILL（グリーニル）…黄緑、ライフル系、次いでダガー系の武器が出やすい傾向にある。
2　SKYLY（スカイリー）…空色、ソード系・ダブルセイバー系の武器が出やすく、高性能レアもある。
3　BLUEFULL（ブルーフル）…青色、パルチザン系とロッド系の武器が多い。
4　PURPLENUM（パープルナム）…紫色、マシンガン系の武器が出やすい。マシンガンは性質上強力。
5　PINKAL（ピンカル）…桃色、テクニックディスクやウォンド系の武器など、フォース用品が極端に出る。DC版ではL30ディスクはこのIDでしか出現しない。
6　REDRIA（レッドリア）…赤色、鎧や盾、ユニットといった防具がよく出るほか、武器も満遍なく出る。重要なレアが複数ある。
7　ORAN（オラン）…橙色、ダガー系がよく出るが、いまいち特徴が薄く人気が無い。が、極一部のレアはこのID専用。
8　YELLOWBOZE（イエローブーズ）…黄色、平均的。エネミーの肉体の一部とメセタ（お金）、どの系統のレアも満遍なく出るが、ID専用のレアは殆ど無い。高難易度ではHit属性付きの武器が出やすい。
9　WHITILL（ホワイティル）…白、スライサーが出やすい。ファンタシースターオンラインの登場人物に記述されている「リコ・タイレル」のIDでもあり、同キャラ由来の準最強系レアのほとんどを入手可能。
後継作品であるファンタシースターオンライン2には、ロビーアクションであるフォトンチェアの呼び出しコマンドにおいてこの名前が使われている（PSO2のフォトンチェアはチケット登録制となり、IDに関係なく好きな色を登録でき、呼び出せるようになった）。

## 関連商品
- SR ファンタシースターオンライン エピソードI&II（ユージン）
  - ヒューマーを始めとしたキャラクター全部のカプセルフィギュア。彩色版 全12種＋クリア版 全12種。2002年10月[1]。
- SR ファンタシースターオンライン エピソードI&II 2nd（ユージン）
  - 上記のキャラクター全部のカラーとフォルム違いのカプセルフィギュア。彩色版 全12種＋クリア版 全12種。2003年2月[2]。